# Ross Livingston
Ross Michael Livingston (* 8. März 1949 in Tasmanien) ist ein australischer Badmintonspieler, der später für Neuseeland startete.

## Karriere
Ross Livingston gewann drei tasmanische Juniorentitel, einen Titel bei den Erwachsenen, drei australische Einzeltitel und mehrere Doppeltitel. 1970 startete er bei den Commonwealth Games. 1973 wechselte aufgrund besserer sportlicher Bedingungen nach Neuseeland und startete für seine neue Heimat 1974 und 1978 erneut bei den Commonwealth Games. 1975 siegte er bei den Scottish Open in der Herreneinzelkonkurrenz. In Neuseeland gewann er weitere drei nationale Titel. 1993 wurde er in die Tasmanian Sporting Hall of Fame aufgenommen.

## Sportliche Erfolge
| Saison | Veranstaltung                     | Disziplin    | Platz | Name                            |
| ------ | --------------------------------- | ------------ | ----- | ------------------------------- |
| 1969   | Australische Meisterschaft        | Herreneinzel | 1     | Ross Livingston                 |
| 1970   | Australien: Einzelmeisterschaften | Herreneinzel | 1     | Ross Livingston                 |
| 1970   | Australien: Einzelmeisterschaften | Mixed        | 1     | Ross Livingston / Beverley Hite |
| 1972   | Australien: Einzelmeisterschaften | Herreneinzel | 1     | Ross Livingston                 |
| 1975   | Scottish Open                     | Herreneinzel | 1     | Ross Livingston                 |
| 1975   | Neuseeländische Meisterschaft     | Herreneinzel | 1     | Ross Livingston                 |
| 1976   | Neuseeländische Meisterschaft     | Herreneinzel | 1     | Ross Livingston                 |
| 1977   | Neuseeländische Meisterschaft     | Herreneinzel | 1     | Ross Livingston                 |